# 鴉 (バンド)
鴉（からす）は、日本のロックバンド。

## メンバー
- 近野淳一（こんの じゅんいち）：ボーカル・ギター
- 千葉周太（ちば しゅうた）：ドラムス・コーラス

mudwordline、YellowNote、黒のドラマーとしても活動中。
- 古谷優貴（ふるや ゆうき）：ベース・コーラス

2017年よりサポートを務め、2019年12月21日より正式加入。CODE No.5のベーシストとしても活動中。

### 旧メンバー
- 渡邉光彦（わたなべ みつひこ）：ドラムス

2011年2月6日をもって脱退。
- 榎本征広（えのもと まさひろ）：ドラムス

2014年脱退。
- 一関卓：ベース

2016年いっぱいで脱退。

## 概要
2001年、ボーカル、ギターの近野淳一を中心に結成したロックバンド。ロック、エモを基調とする。
2008年夏頃から関東でのライブ活動を展開、同年11月にはONE OK ROCKや鶴と共に渋谷O-EASTに出演。2009年3月、初の全国流通音源となる1stミニアルバム『影なる道背に光あればこそ』をリリース。同年8月にはTOY'S FACTORYより1stシングル『夢』でメジャーデビューを果たした。
バンド名は近野曰く、少し暗い意味やイメージがありつつ誰でもパッと覚えられるような名前がよい、ということから。

## ミュージックビデオ
| 監督           | 曲名                           |
| 国吉規人       | 「時の面影」「天使と悪魔」     |
| スズキダイシン | 「風のメロディ」               |
| 瀬田なつき     | 「蒼き日々」                   |
| 手塚一紀       | 「終繕」                       |
| 守屋健太郎     | 「巣立ち」「夢」               |
| 山野内慎       | 「列車」                       |
| 不明           | 「黒髪ストレンジャー」「憧れ」 |

## タイアップ
| 曲名               | タイアップ                                                                              |
| 夢                 | テレビ東京系ドラマ24『怨み屋本舗REBOOT』主題歌                                          |
| 風のメロディ       | TBS『エンプラ』オープニングテーマ                                                       |
| 向かい風           | 毎日放送・TBS系『チュー'sDAYコミックス 侍チュート!』1 - 3月度エンディングテーマ         |
| 黒髪ストレンジャー | テレビ朝日『ハリコレF』テーマソング メ〜テレ『アクセる★ビリー!』8月度エンディングテーマ |
| 巣立ち             | 毎日放送・TBS系『闇金ウシジマくん』主題歌                                               |
| 列車               | テレビ東京系『シネ通!』エンディングテーマ                                               |
| 蒼き日々           | 日本テレビ系『ティーンコート』主題歌                                                    |

## 出演

### ワンマンライブ・主催イベント
- 2011年 - 鴉・ライブツアー2011～未知標～(関東編)
- 2011年12月01日 - 鴉企画「激唱ノ集イ～東京編～」
- 2012年04月01日〜08日 - 蒼き日々レコ発ツアー「蒼き巡行」
- 2012年05月26日〜06月24日 - 天使と悪魔
- 2013年03月17日 - 鴉収録ワンマンライブ
- 2013年06月27日 - 映像発売記念～大阪編～
- 2013年12月01日〜25日 - 「終繕」リリースワンマンツアー
- 2014年04月20日〜29日 - 「巣立ち」再録記念ツアー
- 2014年09月05日 - 激唱ノ集イ 15
- 2014年09月21日 - 激唱ノ集イ 16
- 2014年09月22日 - 激唱ノ集イ 17
- 2014年12月03日〜12日 - 鴉リクエストワンマンツアー
- 2015年04月19日 - 激唱ノ集イ 18
- 2015年06月20日 - 鴉×タワーレコード秋田店コラボ企画「激唱ノ塔 第6回」
- 2015年10月11日 - 激唱ノ塔 第10回
- 2015年12月04日〜10日 - 鴉「覚醒」リリースワンマンツアー 《真相の追跡》
- 2015年12月19日 - 激唱ノ塔～最上回～鴉 節目ノ独演
- 2018年 - 「還り咲」レコ発ツアー「東名阪秋咲き巡り」
- 2018年 - 秋田県内マンスリーワンマン「大羽本秋咲き巡り」
- 2022年05月16日 - ワンマンライブ「画面から場面へ」

### イベント
- 2007年08月09日 - OVER ARM THROW presents FORCE OUT
- 2009年04月25日 - ARABAKI ROCK FEST.09
- 2009年07月04日 - Hot Stuff 30th Anniversary Special Live "out of our heads"
- 2009年12月27日 - JACK IN THE BOX 2009
- 2010年03月22日 - SANUKI ROCK COLOSSEUM 2010
- 2010年07月24日 - OGA NAMAHAGE ROCK FESTIVAL VOL.1
- 2010年08月15日 - TREASURE05X 2010 ～PRECIOUS GENERATION 2ND DAY～
- 2010年12月28日 - WESS presents SNOW CLASH ROCK PARTY
- 2011年02月05日 - Knock On Dime Special
- 2011年07月30日 - OGA NAMAHAGE ROCK FESTIVAL VOL.2
- 2011年08月13日 - TREASURE05X 2011 ～the flashy seed～
- 2012年03月17日 - MUSIC CUBE 12
- 2012年03月20日 - SANUKI ROCK COLOSSEUM～BUSTA CUP 3rd round～
- 2012年05月02日 - ghostnote「きもちはつたわる」リリース記念パーティー
- 2012年07月14日 - MURO FESTIVAL 2012
- 2012年07月28日 - OGA NAMAHAGE ROCK FESTIVAL VOL.3
- 2012年08月08日 - ジャングル☆ライブ vol.2
- 2012年08月11日 - TREASURE05X 2012 ～glowing treasure 1st day～
- 2012年10月06日 - MEGA☆ROCKS 2012
- 2012年12月05日・06日 - Lyu:Lyu presents INCIDENT619 vol.3
- 2012年12月27日 - Crest YEAR END PARTY 2012 Special 4DAYS!
- 2013年03月26日 - WEST ROCK EDITION 2
- 2013年04月30日 - HYBRID ROCK PARTY
- 2013年06月22日 - YATSUI FESTIVAL! 2013
- 2013年06月23日 - TOKYO BOOTLEG CIRCUIT'13
- 2013年07月14日 - MURO FESTIVAL 2013
- 2013年07月27日 - OGA NAMAHAGE ROCK FESTIVAL VOL.4
- 2013年09月10日 - 群雄割拠
- 2013年10月11日 - STOPPING ON THE WAY
- 2013年10月12日 - MINAMI WHEEL 2013
- 2013年11月10日・2014年01月24日 - MERRY NEW SINGLE『ZERO -ゼロ-』発売記念 TOUR2013-2014「devour act 3」-CHAOS-
- 2014年01月18日・19日・20日 - Rhythmic Toy Worldリリースツアー『いつやるの？って今しかないじゃんねツアー』
- 2014年02月23日 - DISK GARAGE MUSIC MONSTERS -2014 winter-
- 2014年03月07日・08日 - UPLIFT SPICE □・□・□・TOUR 2013-2014
- 2014年03月19日 - Spring Storms
- 2014年05月27日 - J-Pop News (PROMIC TV) 公開ライブ収録
- 2014年06月13日 - MAMADRIVE Japan Hole tour 2014
- 2014年06月21日 - BARICANG6周年「birthday Vol.5」
- 2014年07月12日 - TOKYO BOOTLEG CIRCUIT'14
- 2014年07月26日 - OGA NAMAHAGE ROCK FESTIVAL VOL.5
- 2014年08月09日 - TREASURE05X 2014 ～energy of hypernova～
- 2014年08月31日 - THE HARVEST FES～音の収穫祭～
- 2014年09月20日 - コンビニマンションテクニカラー a house and lot 2014 Primal
- 2014年09月30日 - UNLIMITS『アメジストTOUR 2014』
- 2014年10月13日 - MINAMI WHEEL 2014
- 2014年10月30日〜11月03日 - Half-Life『〆』release tour 2014～タケトにくびったけ～
- 2014年12月29日 - MONDAY CALLING 08 ～年末スペシャル!!!
- 2014年12月31日 - O-Crest YEAR END PARTY 2014 Special 3DAYS!
- 2015年02月10日 - The cold tommy 3ヶ月連続自主企画 第一弾
- 2015年02月23日 - 繋がり、響く夜
- 2015年02月24日 - Jack in the Box 2015
- 2015年03月11日 - MASTER PEACE'15
- 2015年05月12日 - 鶴47都道府県TOUR「Live & Soul」～もう、寂しい想いはさせたくない～
- 2015年05月30日・31日 - MERRY Grateful Year 2015「NOnsenSe MARkeT 1F」
- 2015年06月12日 - 共鳴レンサ 番外編 vol.1 「初夏の共鳴」
- 2015年06月13日 - 大ナナイトvol.100
- 2015年07月21日 - 繋がり、響く夜
- 2015年07月26日 - OGA NAMAHAGE ROCK FESTIVAL VOL.6
- 2015年08月25日 - My August
- 2015年09月11日 - LACCO TOWER 非幸福論リリースツアー "感幸旅行"
- 2015年10月15日 - クラッキ×KKP47×DEAD TOUR
- 2015年10月30日 - time has came vol.4
- 2015年10月31日 - 高円寺周遊型フェス「BOYS ON DREAM～一生青春!!～」略してボイドリ。Vol.2
- 2015年11月20日 - ラックライフ 3rd single『変わらない空』release tour
- 2018年10月26日 - 池袋Adm ２man series 十一代目梅雨将軍「東北将軍」

## エピソード
- 「巣立ち」は渡邉加入後初めて制作した楽曲[6]。
- 近野が初めてコピーしたバンドはTHE BLUE HEARTS[6]。
- 「天使と悪魔」収録の「児童公園前」は近野の実家の最寄りのバス停[6]。